# 公暁
公暁（くぎょう / こうきょう / こうぎょう、正治2年〈1200年〉- 建保7年1月27日〈1219年2月13日〉）は、鎌倉時代前期の僧侶。鎌倉幕府2代将軍源頼家の次男（『尊卑分脈』など）または三男（『鶴岡八幡宮寺社務職次第』など）。

## 名前の読みについて
公暁の名は江戸時代以降呉音読みで「くぎょう」と呼ばれており、明治時代の『国史大辞典』で「クゲウ」とされて以降、主な歴史関係の書籍では「くぎょう」と読まれて来た。 一方で『承久記』の異本で鎌倉時代に成立したとされる『承久軍物語』では公暁は「こうきょう」と書かれ、1550年頃に成立した尊経閣文庫本『承久記』では「こうせう」と書かれている。天明年間の『承久兵物語』では「こうきやう」と書かれているが、寛永版『吾妻鏡』の版本では「クゲウ」の読みが振られており、徳川光圀によって編纂が命じられた『新編鎌倉志』でも受け継がれた。
公暁の名は師の貞暁と公胤から取られたものとされているが、公胤とその師公顕は当時の記述では「こういん」「こうけん」と呼ばれている。通常僧侶の戒名は呉音で読まれることが多いが、公胤が属していた園城寺では、法名を漢音で読む風習があった。このため「公暁」の読み方も漢音に基づく「こうきょう」もしくは「こうぎょう」ではないかと複数の研究者が指摘している。

## 生涯

### 誕生
公暁は正治2年（1200年)、二代鎌倉殿源頼家と正室辻殿の嫡男として誕生。幼名は善哉(ぜんざい)。
頼家の子で次男、辻殿の出産した初の男子である。祖父源頼朝の死から翌年の事である。
母は既述の通り足助重長（加茂重長）の娘の辻殿であるが、これは『吾妻鏡』による。『尊卑分脈』などによれば一幡の母と同じく比企能員の娘若狭局、縣篤岐本『源氏系図』によれば三浦義澄の娘となっている。一幡は異母兄または同母兄、栄実は異母弟または異母兄、禅暁は異母弟または同母弟、竹御所は異母妹または同母妹にあたる。

### 出家
父である将軍頼家は建仁3年（1203年）9月の比企能員の変によって鎌倉を追放され、翌年善哉が4歳の時に北条氏の刺客によって暗殺された。建永元年（1206年）6月16日、7歳になった善哉は若宮の別当坊より祖母である尼御台北条政子の邸に渡り、着袴の儀式を行う。10月22日、乳母夫である三浦義村に付き添われ、政子の計らいによって叔父の3代将軍源実朝の猶子となった。建暦元年（1211年）9月15日に12歳で鶴岡八幡宮寺別当定暁の下で出家し翌日には受戒のため上洛する。園城寺において公胤の門弟として入室し、はじめは頼暁という戒名を受け、公胤の弟子となってからは公暁の戒名を受けたものと見られる。

### 鶴岡八幡宮別当
建保5年（1217年）6月20日、18歳で鎌倉に戻り、政子の意向により鶴岡八幡宮寺別当に就任した。同年10月11日からは裏山で千日参篭をおこなう。翌建保6年（1218年）12月5日、公暁が鶴岡に参籠して退出しないままいくつかの祈誓を行っているが、一向に髪を下ろす事もしないので人はこれを怪しんだという。また伊勢太神宮や諸社に奉幣する使節を送った事が将軍御所で披露されている。

### 実朝暗殺
年が明けた建保7年（1219年）1月27日、雪が2尺（約60cm）ほど降りしきるなか、実朝が右大臣拝賀のため鶴岡八幡宮に参詣する。夜になって参拝を終えて石段を下り、公卿が立ち並ぶ前に差し掛かったところを、頭布を被った公暁が襲いかかり、下襲の衣を踏みつけて実朝が転倒した所を「親の敵はかく討つぞ」と叫んで頭を斬りつけ、その首を打ち落とした。同時に3、4人の仲間の法師が供の者たちを追い散らし、源仲章を北条義時と間違えて斬り伏せた。そして『吾妻鏡』によると、八幡宮の石段の上から「我こそは八幡宮別当阿闍梨公暁なるぞ。父の敵を討ち取ったり」と大音声を上げ、逃げ惑う公卿らと境内に突入してきた武士達を尻目に姿を消した。一方、『愚管抄』によると公暁はそのような声は上げておらず、鳥居の外に控えていた武士たちは公卿らが逃げてくるまで襲撃にまったく気づかなかったとある。儀式の際、数千の兵はすべて鳥居の外に控えており、その場に武装した者はいなかった。

### 三浦義村による誅殺
公暁は実朝の首を持って雪の下北谷の後見者・備中阿闍梨宅に戻り、食事の間も実朝の首を離さず、乳母夫の三浦義村に使いを出し、「今こそ我は東国の大将軍である。その準備をせよ」と言い送った。義村は「迎えの使者を送ります」と偽り、北条義時にこのことを告げた。義時は躊躇なく公暁を誅殺すべく評議をし、義村は勇猛な公暁を討つべく長尾定景を差し向けた。
公暁は義村の迎えが来ないので、1人雪の中を鶴岡背面の山を登り、義村宅に向かう途中で定景らに遭遇する。討ち手を斬り散らしつつ義村宅の板塀までたどり着き、塀を乗り越えようとした所を定景に討ち取られた。享年20。
定景が公暁の首を北条義時邸に持ち帰り、義時が首実検を行った。なお、『吾妻鏡』によると実朝の首は所在不明だが、『愚管抄』には岡山の雪の中から実朝の首が発見されたとある。
翌承久2年（1220年）には弟の禅暁が京都で討たれたことにより、頼朝の直系は公暁の妹である竹御所唯一人となった。

### 隠れイチョウの伝説

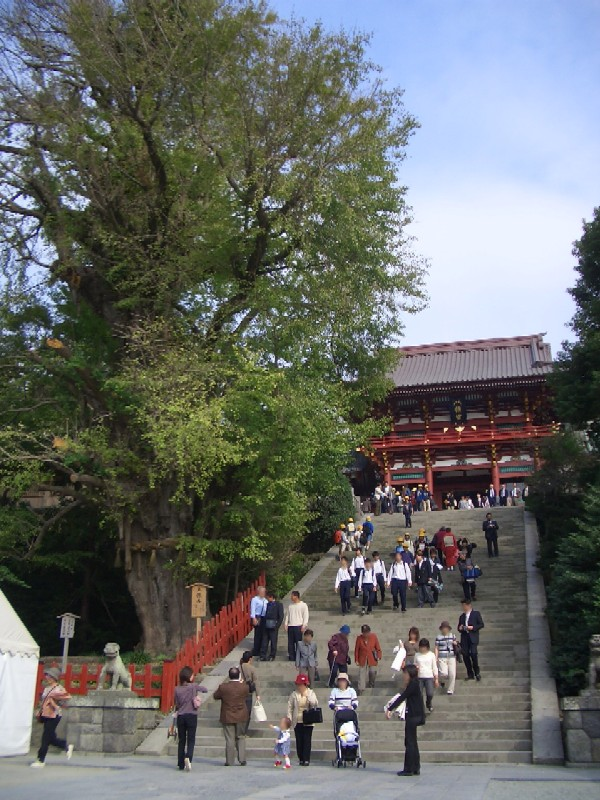
「公暁の隠れいちょう」の伝承のある鶴岡八幡宮のイチョウ（倒伏前）

なお、公暁の墓は現存せず、墓所についての史料も存在しない。かつて鶴岡八幡宮には「公暁の隠れいちょう」と呼ばれるイチョウの大木が立っており、公暁がこの樹の陰に潜んで実朝を襲ったという伝説とともに親しまれていたが、この伝説が知られるようになったのは江戸時代になってからのことであり、当時の史料にはない話である。このイチョウは2010年3月10日の強風によって倒壊した。

## 実朝暗殺の背景
公暁は叔父である第3代将軍源実朝を「父の仇」として暗殺したが、当の公暁は実朝の猶子であったため、義理の父親を殺害したことになる。公暁の実朝暗殺の背後には、北条氏の源家討滅、あるいは北条氏の政敵で公暁と近しかった三浦氏による北条打倒、または将軍親裁を強める実朝に対する北条・三浦ら鎌倉御家人の共謀、もしくは後鳥羽上皇による幕府転覆の策謀などが存在したのではないかと後世の研究家にそれぞれ推測されているがいずれも確証はない。
近年では黒幕説は否定され、公暁単独犯行説を取っている研究者が多い。これは、前述の背後関係に確証や根拠が乏しいことに加え、公暁個人が野心家で実朝の跡目としての将軍就任を狙っていたところ、後鳥羽の皇子を将軍後継者とし、実朝が将軍職を退き後見を行う構想が近く現実のものとなり、公暁の将軍就任の可能性がまったくなくなる（実朝の急激な官位上昇は、治天の君である後鳥羽の皇子を猶子として迎えるにふさわしい官位を持つ必要があるとの後鳥羽の意向によるものと見られる）ことへの焦りから公暁が実朝殺害を決意したと推測されることに、この事件の最も大きな要因を求める見解ならびに学説が有力になっていることが挙げられる。

## 関連作品
テレビドラマ
- 『草燃える』（1979年、NHK大河ドラマ、演：堀光昭 （少年期：島えいじ、中越司））
- 『鎌倉殿の13人』（2022年、NHK大河ドラマ、演：寛一郎） ※読みは「こうぎょう」